# Šarūnas Birutis
Šarūnas Birutis (ur. 20 września 1961 w Szawlach) – litewski polityk, ekonomista, przedsiębiorca, poseł do Parlamentu Europejskiego i na Sejm Republiki Litewskiej, w latach 2012–2016 i od 2024 minister kultury, w latach 2017–2018 tymczasowy przewodniczący Partii Pracy.

## Życiorys
W 1984 ukończył studia ekonomiczne na Uniwersytecie Wileńskim, a w 2003 uzyskał tytuł zawodowy magistra prawa na Litewskim Uniwersytecie Prawa w Wilnie.
W pierwszej połowie lat 80. krótko pracował w Litewskim Narodowym Teatrze Dramatycznym, później w elektrowni w Kownie. W latach 1986–1991 był zatrudniony w strukturach Komsomołu. Od 1990 prowadził własną działalność gospodarczą, był m.in. dyrektorem firmy Monoturizmas. Był też dyrektorem departamentu małych i średnich przedsiębiorstw ministerstwie gospodarki, od 2002 przez rok pełnił funkcję przedstawiciela litewskiej konfederacji pracodawców i przedsiębiorców LVDK przy Sejmie i rządzie.
W 2003 wszedł w skład władz krajowych Partii Pracy. W 2004 z ramienia tego ugrupowania został wybrany do Parlamentu Europejskiego. Należał do grupy Porozumienia Liberałów i Demokratów na rzecz Europy. W 2009 nie został ponownie wybrany, w 2011 wszedł do rady miejskiej w Wilnie.
W wyborach w 2012 uzyskał mandat posła na Sejm Republiki Litewskiej. 13 grudnia 2012 objął urząd ministra kultury w rządzie Algirdasa Butkevičiusa. Sprawował go do 13 grudnia 2016. W tym samym roku znalazł się poza parlamentem. W 2017 został tymczasowym przewodniczącym Partii Pracy. Funkcję pełnił do kwietnia 2018.
Później przeszedł do Litewskiej Partii Socjaldemokratycznej, będąc jej kandydatem do Sejmu w wyborach w 2020. W 2023 z ramienia socjaldemokratów został wybrany na radnego rejonu święciańskiego. W 2024 uzyskał natomiast mandat posła na Sejm. 12 grudnia 2024 ponownie został ministrem kultury, dołączając do nowo utworzonego gabinetu Gintautasa Paluckasa.